# 和田町 (青梅市)
和田町（わだまち）とは、東京都青梅市にある地名。現行行政地名は和田町一丁目から和田町二丁目。郵便番号は198-0062。

## 概要
市域中部に位置し、住宅地と農地が広がる。梅ヶ谷峠（東京都道238号大久野青梅線）を越えると西多摩郡日の出町に通じる。

## 地理
北側に多摩川が位置し、和田橋を渡ると日向和田に通じる。南側は山地になっている。

## 歴史
「吉野村の歴史」を参照。
- 1889年（明治22年）4月1日 - 町村制施行により、下村三郷、畑中村、日影和田村、柚木村が合併し神奈川県西多摩郡吉野村が成立する。日影和田村は大字日影和田となる。
- 1893年（明治26年）4月1日 - 西多摩郡が南多摩郡、北多摩郡とともに東京府へ編入する。
- 1943年（昭和18年）7月1日 - 東京都制施行。
- 1955年（昭和30年）4月1日 - 三田村、小曽木村、成木村とともに青梅市へ編入する。大字日影和田は吉野地区に属する。
- 1967年（昭和42年）6月 - 梅郷地区に新町区域指定、町名変更実施。大字日影和田は和田町一丁目・和田町二丁目に変更[6]。

## 世帯数と人口
2021年（令和3年）3月1日現在の世帯数と人口は以下の通りである。
| 町丁         | 世帯数  | 人口    |
| ------------ | ------- | ------- |
| 和田町一丁目 | 208世帯 | 455人   |
| 和田町二丁目 | 292世帯 | 609人   |
| 計           | 500世帯 | 1,064人 |

## 小・中学校の学区
市立小・中学校に通う場合、学区は以下の通りとなる。
| 町名 | 小学校             | 中学校           |
| ---- | ------------------ | ---------------- |
| 全域 | 青梅市立第五小学校 | 青梅市立西中学校 |

## 公共機関

### 消防
- 青梅市消防団分団[8]
  - 第四分団 - 梅郷地区

### 公園
- 下和田公園

## 交通
都営バスのバス路線があり、JR青梅線・青梅駅へのアクセスも容易である。
- 東京都道45号奥多摩青梅線（吉野街道）
- 東京都道238号大久野青梅線
- 東京都道251号青梅日の出線

## 社寺

### 神社
- 熊野神社
- 八幡神社
- 和田稲荷神社
- 神明神社

### 寺院
- 徳昌寺